# Ziorraga
Ziorraga  est une ferme (etxalde) appartenant à la municipalité de Zuia dans la province d'Alava, située dans la Communauté autonome basque en Espagne.